# Iola
Iola è un centro abitato (city) degli Stati Uniti d'America, capoluogo della Contea di Allen, nello Stato del Kansas. In una stima del 2006 la popolazione era di 5.966 abitanti. L'insediamento è stato fondato nel 1859.

## Geografia fisica
Secondo i rilevamenti dell'United States Census Bureau, la località di Iola si estende su una superficie di 10,9 km², tutti occupati da terre.

## Popolazione
Secondo il censimento del 2000, a Iola vivevano 6.302 persone, ed erano presenti 1.590 gruppi familiari. La densità di popolazione era di 578,0 ab./km². Nel territorio comunale si trovavano 2.885 unità edificate. Per quanto riguarda la composizione etnica degli abitanti, il 93,72% era bianco, il 2,82% era afroamericano, lo 0,70% era nativo, lo 0,22% proveniva dall'Asia, lo 0,73% apparteneva ad altre razze e l'1,81% a due o più. La popolazione di ogni razza ispanica corrispondeva all'1,81% degli abitanti.
Per quanto riguarda la suddivisione della popolazione in fasce d'età, il 25,5% era al di sotto dei 18, il 12,2% fra i 18 e i 24, il 23,9% fra i 25 e i 44, il 20,4% fra i 45 e i 64, mentre infine il 18,1% era al di sopra dei 65 anni di età. L'età media della popolazione era di 36 anni. Per ogni 100 donne residenti vivevano 88,4 uomini.